# Первый в мире искусственный спутник Земли (серия марок СССР)
«Пе́рвый в ми́ре иску́сственный спу́тник Земли́» — однолетняя тематическая серия почтовых марок СССР с разными датами выпуска, посвященная первому в мире искусственному спутнику Земли (ИСЗ), запущенному 4 октября 1957 года. Марки были выпущены в 1957 году (в октябре, 5 ноября и 28 декабря). Марка от 5 ноября стала легендарная «маркой века», вошла в ежедневный обиход, украсила тысячи почтовых конвертов для обычной корреспонденции. Филателисты не сразу сообразили, что появился «Чёрный пенни» космической филателии.
Вся серия из 3 марок выглядит следующим образом. Номера марок соответствуют нумерации ЦФА (ИТЦ «Марка»).

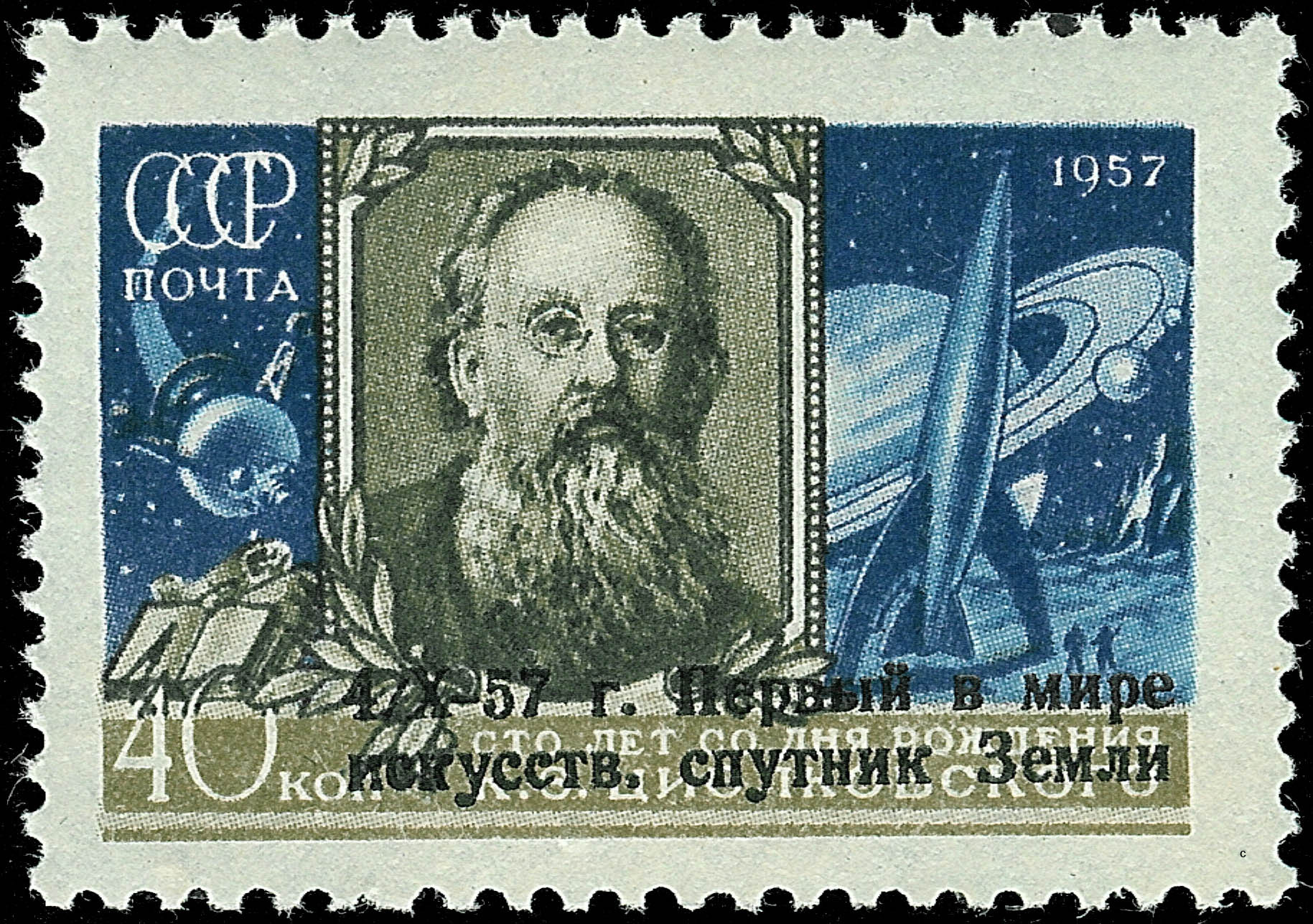
№ 2092 (1957-10) Надпечатка на ЦФА 2061 (100-летие Циолковского)
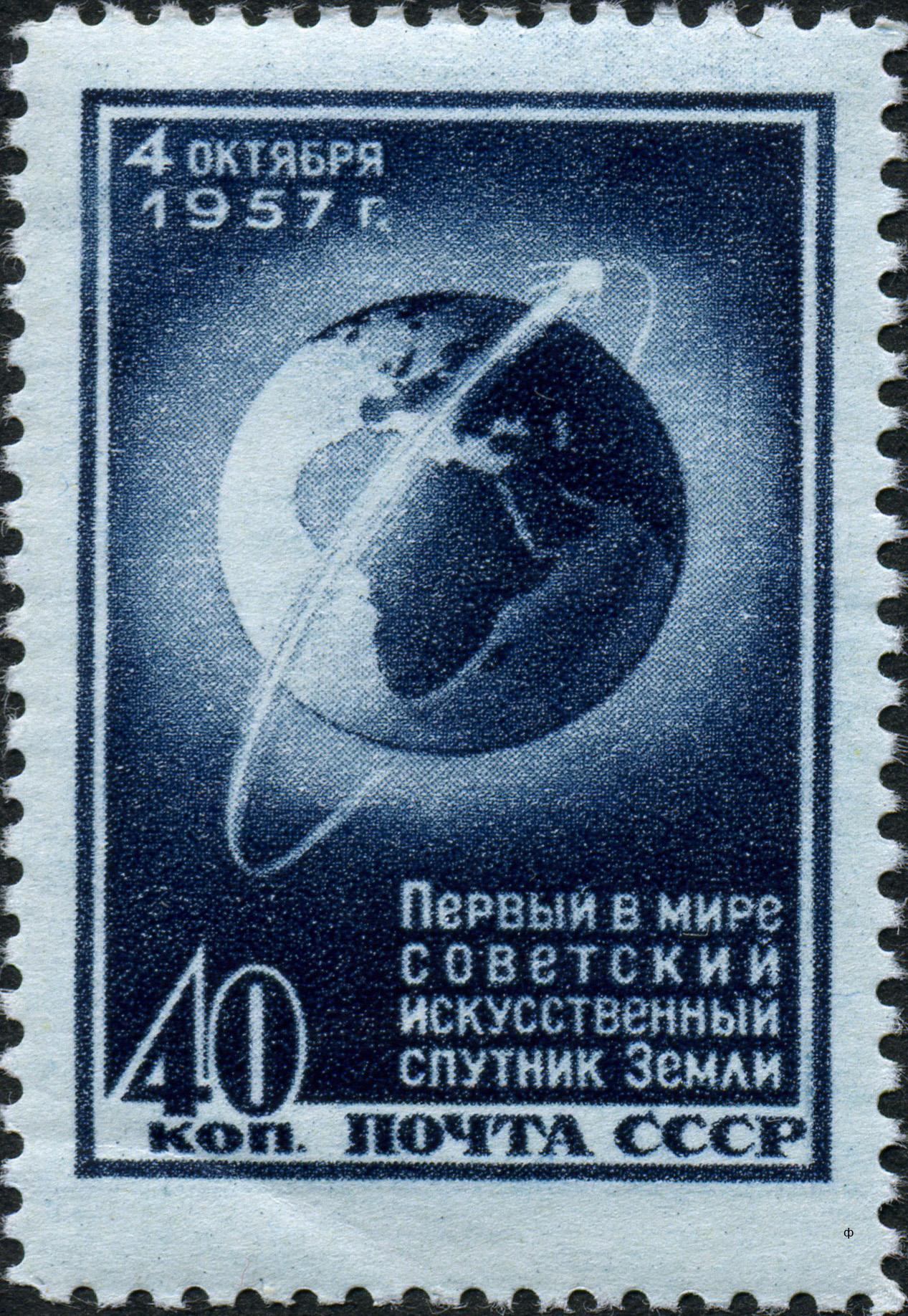
№ 2093 (1957-11-05) ИСЗ на околоземной орбите
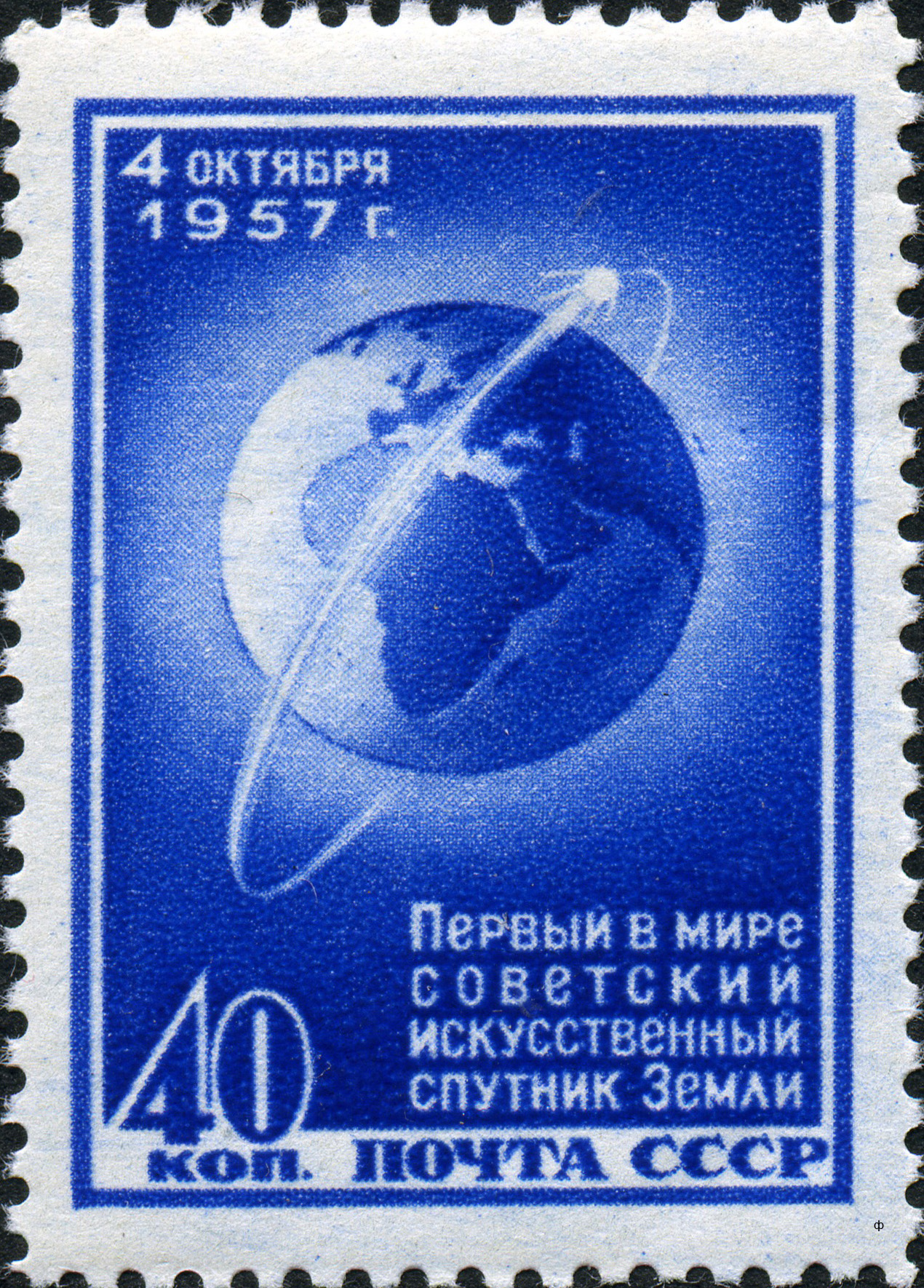
№ 2094 (1957-12-28) ИСЗ на околоземной орбите

## История создания марок

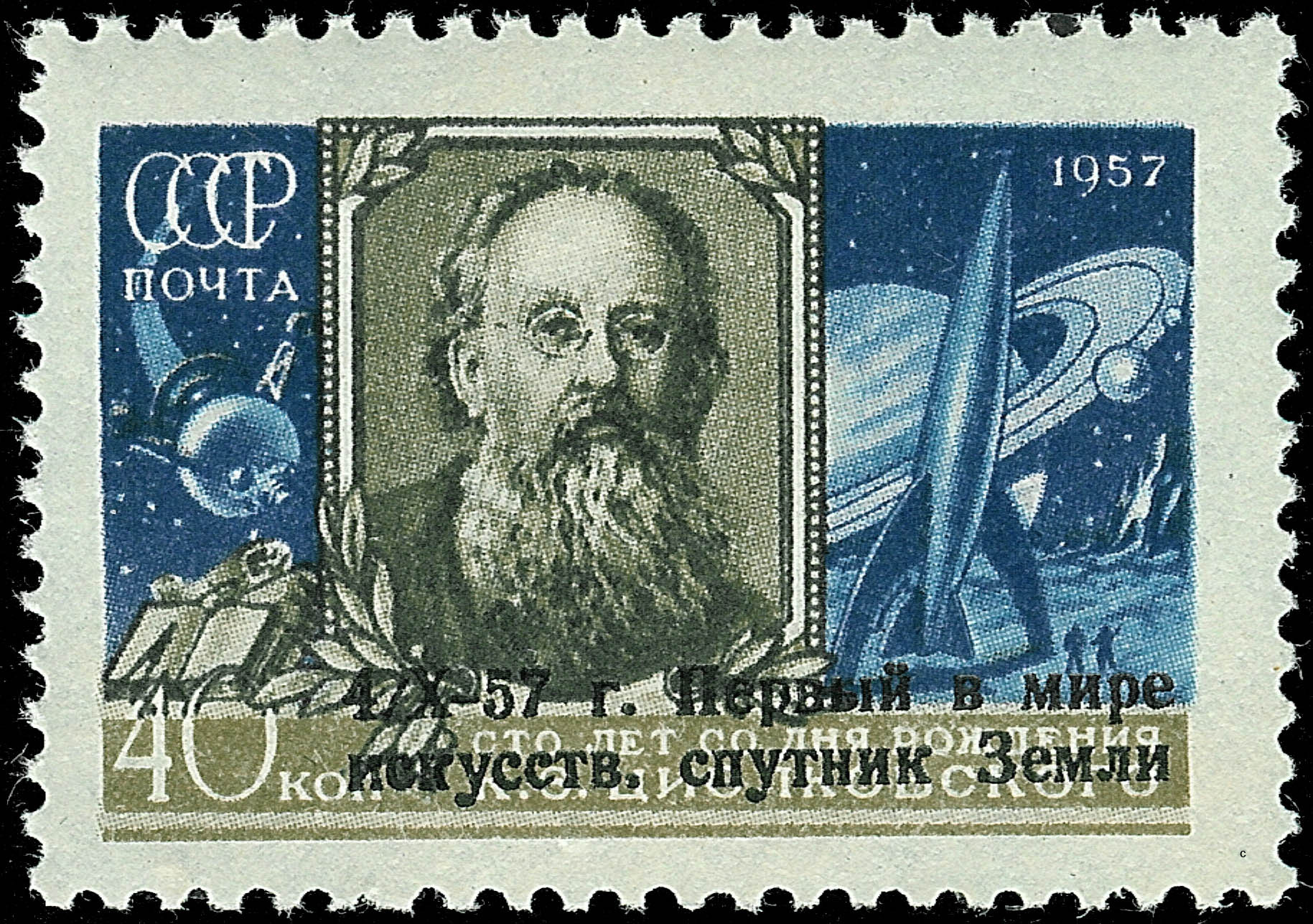
№ 2092. 1957-10.
ЦФА 2061 «100-летие К. Э. Циолковского»

1. Марка с Циолковским. Летательный аппарат впервые в истории преодолел притяжение Земли и стал искусственным космическим телом 4 октября 1957 года. Цивилизация вошла в новый этап — космическую эру, возникла космическая филателия.
Уже во время подготовки запуска первого искусственного спутника Земли Министерство связи СССР решило отметить столетие К. Э. Циолковского, русского и советского учёного-самоучки, разрабатывавшего теоретические вопросы космонавтики, и мыслителя эзотерической ориентации, занимавшегося философскими проблемами освоения космоса, выпуском почтовой марки. Когда почтовая миниатюра готовилась выйти в свет 7 октября 1957 года, сообщение о запуске спутника облетело весь мир, и появилась необходимость отразить этот факт на марке. Почтовое ведомство поступило очень оперативно и рационально, выпустив марку также и с соответствующей надпечаткой «4/X-57 г. Первый в мире искусств. спутник Земли». Одно слово пришлось сократить, поскольку полностью надпись не помещалась на миниатюре. Эта невзрачная почтовая марка и открыла миру космическую филателию. Из-за небольшого тиража эта марка с надпечаткой на основном выпуске достаточно редка.

Схема орбиты спутника, опубликованная в газете «Правда» 9 октября 1957 года

2. Марка с орбитой. Два дня спустя после запуска спутника московский художник-график Евгений Гундобин уже работал над эскизом марки о спутнике. Нелёгкая задача — первому из художников создать графический образ сенсационного научно-технического свершения. Неизвестно, что получилось бы, если бы интуиция не подсказала обратиться к газете. «Правда» от 9 октября 1957 года опубликовала первые подробные научно-технические материалы о спутнике, среди которых было схематическое изображение советского спутника на орбите. Евгений Гундобин решил воспользоваться своевременной подсказкой: ведь документальные материалы идеальны.
Так возник окончательный эскиз марки с орбитой-эллипсом спутника такой, какой она была в первые дни полёта: низшая точка орбиты (перигей) находится в районе Северного полюса, высшая (апогей) — Южного. Эскиз марки, переданный на печатную фабрику Гознака, был выполнен, как и положено, в четырёхкратном увеличении и в том цвете, который пойдёт при печатании тиража. Отпечатанная фотогравюрой, марка в честь первого выдающегося события космической эры поступила в постовое обращение 5 ноября 1957 года — ровно через месяц после запуска спутника. Это была первая из двух марок с орбитой, вторая, более светлая того же номинала, появилась в конце года.

## Описание марок

### Паспорт серии
Паспорт серии почтовых марок, то есть такое её описание, по которому можно определить, принадлежит ли конкретная марка серии или нет, состоит из содержания и шаблона.
1. Содержание серии. Содержание серии определяется памятным текстом вверху марок: «Первый в мире (советский) искусственный спутник Земли».
2. Шаблон серии отсутствует из-за отсутствия характерных черт формы марок серии и их рисунков.
3. Общие характеристики серии.
1) Количество марок. Серия «Первый в мире искусственный спутник Земли» состоит из 3 перфорированных марок, рисунок второй и третий марок одинаковый.
2) Длительность серии. Марки выходили в октябре, ноябре и декабре 1957 года.
3) Дата выхода. Датой выхода серии считается дата выхода самой ранней марки серии: октябрь 1957 года.
4) Первая марка. Первый номер серии по нумерации ЦФА, то есть марки с минимальным номером: 2092. Дата выпуска марки с первым номером серии: октябрь 1957.

### Рисунки марок
1. Циолковский с надпечаткой

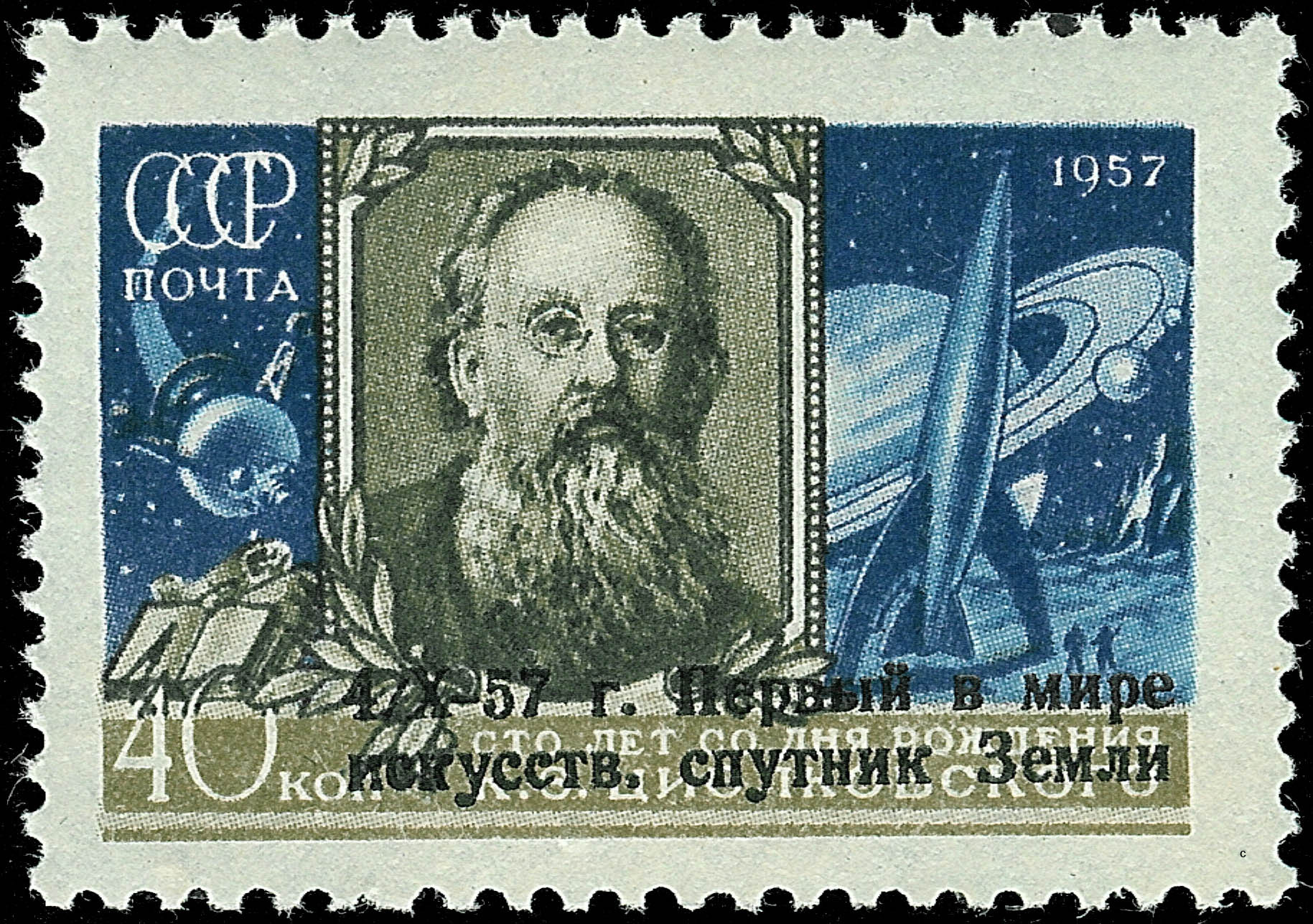
№ 2092. 1957-10.
Надпечатка на ЦФА 2061 (100-летие Циолковского)

Марка Италии с ИСЗ. 1956-9-22. Michel 975

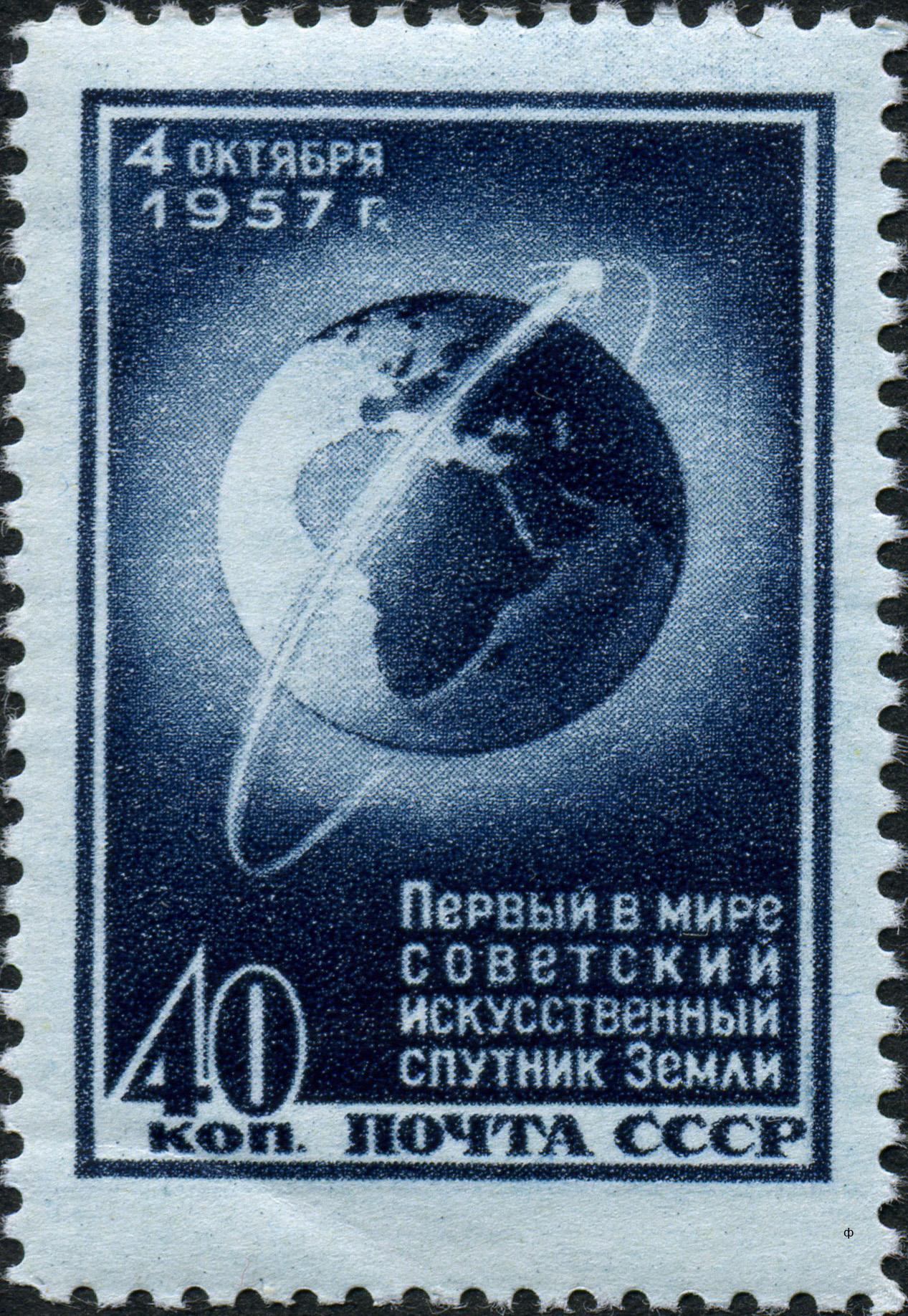
№ 2093. 1957-11-5.
ИСЗ на околоземной орбите

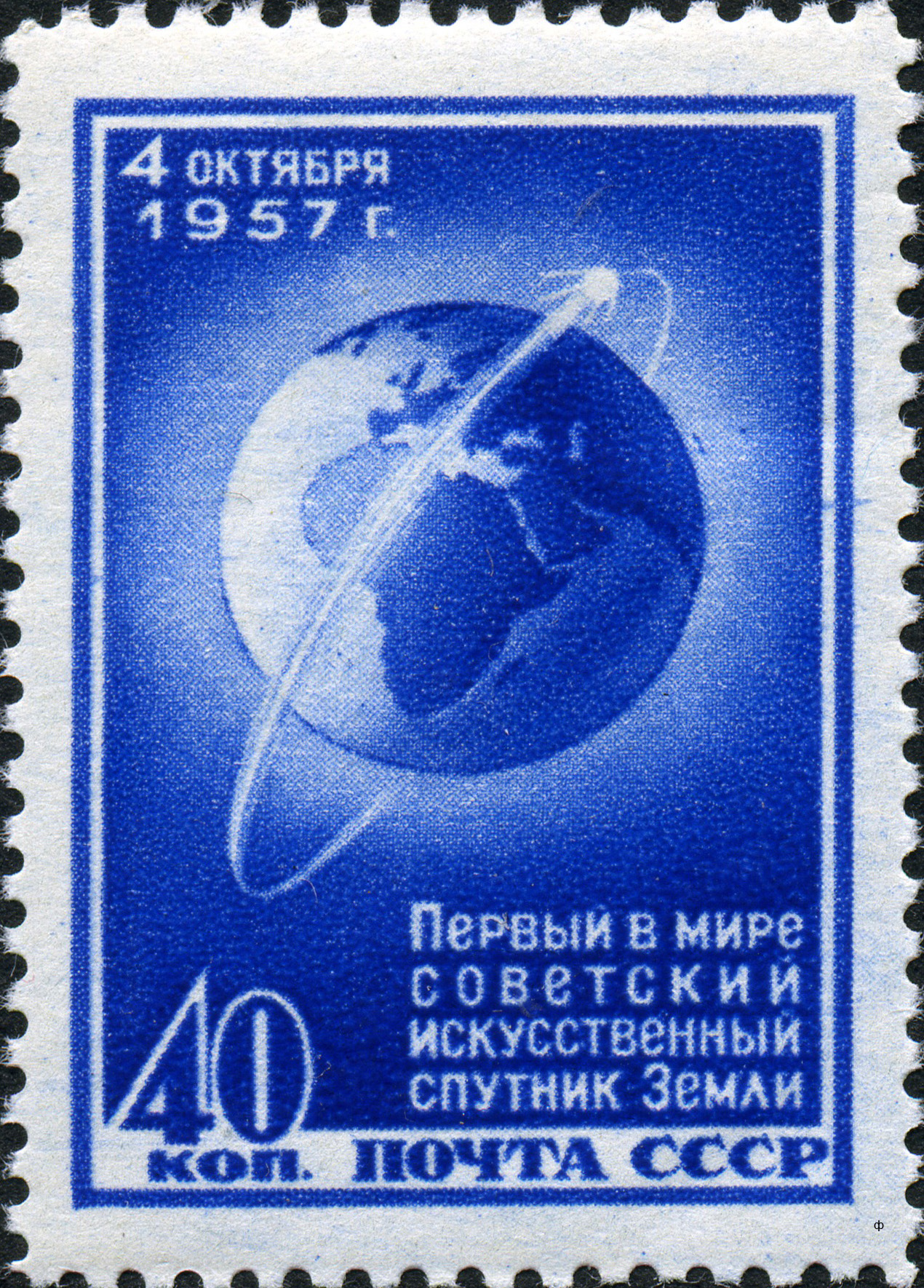
№ 2094. 1957-12-28.
ИСЗ на околоземной орбите

Юбилейная почтовая марка «100-летие со дня рождения К. Э. Циолковского» со специальной чёрной надпечаткой текста «4/X-57 г. Первый в мире искусств. спутник Земли». Марка имеет сложную композицию. На переднем плане — портрет учёного.
Справа на марке изображён беспрецедентный фрагмент: высадка космонавтов на одном из спутников Сатурна, космонавты в окружении таинственных кратеров, межпланетная ракета «на приколе». Почему Сатурна? Автор марки художник Ю. П. Гржешкевич объяснял, что, завещая людям обжить Вселенную, Циолковский считал первыми пунктами Луну, Марс и Венеру — ближайших соседей Земли. Ни один из спутников Сатурна не назван Циолковским в качестве ближайшей цели. Но Гржешкевич преднамеренно показал более отдалённое будущее человечества, чтобы раскрыть на миниатюре великую мысль, которую завещал Циолковский — идти смело вперёд.
Слева на марке в звёздной глубине нарисован аппарат, напоминающий будущий искусственный спутник Земли. Эта марка и итальянская, вышедшая к VII Международному конгрессу астронавтики (1956, Рим, Италия), предвосхитили появление искусственных спутников Земли. На марке с портретом Циолковского впервые в мире присутствуют как спутник, так и космонавты. Замысел рисунка марки состоит в том, что имя Циолковского будет вечно сопутствовать людям на пути к звёздам.
Необычно начатая судьба этой марки имела продолжение в 1977 году, когда отмечалось 20-летие космической эры. Изображение миниатюры с Циолковским было повторено на кубинском почтовом блоке (Michel Block 50).
2. Марка с орбитой
Первая оригинальная космическая почтовая миниатюра была выпущена почтой СССР сравнительно быстро — всего спустя месяц, 5 ноября 1957 года. Рисунок марки получился простым и строгим — ничего лишнего. На тёмном фоне в сияющем ореоле изображена планета Земля и летящий вокруг неё по эллиптической орбите первый искусственный советский спутник, причём низшая точка орбиты (перигей) находится в районе Северного полюса, высшая (апогей) — Южного. В левом верхнем углу марки — дата запуска спутника «4 октября 1957 г.», в правом нижнем — надпись «Первый в мире советский искусственный спутник Земли».
Вторая марка была выпущена 28 декабря 1957 года и её рисунок полностью повторяет первую, только она создана в синем и светло-синем цветах и на бумаге другого качества.

### Технические характеристики
| №  | Характеристика         | 1. Надпечатка на ЦФА 2061 (100-летие Циолковского) | 2. ИСЗ на околоземной орбите чёрно-синяя | 3. ИСЗ на околоземной орбите синяя |
| 1  | Изображение            |                                                    |                                          |                                    |
| 2  | Номер ЦФА              | 2092                                               | 2093                                     | 2094                               |
| 3  | Дата выпуска           | 1957-10                                            | 1957-11-05                               | 1957-12-28                         |
| 4  | Цвет марки             | Тёмно-коричневая, ультрамариновая                  | Чёрно-синяя на голубой бумаге            | Ярко-синяя на белой бумаге         |
| 5  | Художник               | Ю. П. Гржешкевич                                   | Евгений Гундобин                         | Евгений Гундобин                   |
| 6  | Печать                 | Офсетная печать                                    | Глубокая печать                          | Глубокая печать                    |
| 7  | Зубцовка               | Гребенчатая 12:12½                                 | Линейная 12½                             | Линейная 12½                       |
| 8  | Размер марки           | 37×26 мм (рисунок 32×22 мм)                        | 26×37 мм (рисунок 22×32 мм)              | 26×37 мм (рисунок 22×32 мм)        |
| 9  | Размер марочного листа | 100 (10×10)                                        | 98 (14×7)                                | 98 (14×7)                          |
| 10 | Тираж                  | 0,11 млн                                           | 3,0 млн                                  | 2,5 млн                            |

### Нумерация марок
Многие каталоги почтовых марок имеют свои собственные оригинальные и даже запатентованные системы нумераций (например, система нумерации каталога «Скотт» защищена авторским правом). В этот раздел включена таблица, в которой каталожные номера марок серии «Первый в мире искусственный спутник Земли» взяты из восьми разных систем нумерации. Это достаточно определённая однолетняя серия с разными датами выпуска, определённая двумя каталогами Кар. и Yvert. Остальные каталоги разбили эту серию на две части, что отмечено в таблице специальными верхними индексами.
Таблица состоит из пяти основных столбцов, которые озаглавлены следующим образом.
- №. Номер марки серии «Первый полёт человека в космос» по порядку. Порядок марок стандартный, соответствующий нумерации ЦФА (ИТЦ «Марка»)[2].
- Изображение марки. Копия марки[2].
- Дата. Даты взяты из каталога Ляпина[3].
- Номинал. Номинал марки[2].
- ЦФА. Номера марок в стандартной системе нумерации ЦФА, которая поддерживается большинством русских каталогов. Иллюстрации всех марок присутствуют в этих каталогах[2][17].
- Каталоги марок. Сборный столбец, состоящий из семи подстолбцов, в которые включены разные системы нумерации семи каталогов. Обозначения семи каталогов следующие.

1) SC. Русский каталог Загорского. Иллюстрации всех марок присутствуют в каталоге.
2) Ляпин. Русский каталог Ляпина. Полужирным выделены номера тех двух марок, которыми проиллюстрирован каталог.
3) Кар. Русский каталог Карачуна и Карлинского. Полужирным выделены номера тех двух марок, которыми проиллюстрирован каталог.
4) Scott. Американский каталог «Скотт». Тип рисунка находится после номера марки, которой он проиллюстрирован.
5) Michel. Немецкий каталог «Михель». После номеров марок показаны их буквенные коды. Иллюстрации всех марок присутствуют в каталоге.
6) SG. Английский каталог «Стэнли Гиббонс». Тип рисунка находится после номера марки, которой он проиллюстрирован.
7) Yvert. Французский каталог Ивер и Телье. Полужирным выделены номера тех двух марок, которыми проиллюстрирован каталог.
| № | Изображение марки | Дата       | Номинал | ЦФА2  | Номера в каталогах | Номера в каталогах | Номера в каталогах | Номера в каталогах | Номера в каталогах | Номера в каталогах | Номера в каталогах |
| № | Изображение марки | Дата       | Номинал | ЦФА2  | SC2                | Ляпин2             | Кар.               | Scott2             | Michel2            | SG2                | Yvert              |
| 1 |                   | 1957-10    | 40к     | 12092 | 22011              | 12047              | 1789               | 22021 A1055        | 22026 bew          | 22151 691          | 1967               |
| 2 |                   | 1957-11-05 | 40к     | 22093 | 12000              | 22048              | 1788               | 11992 A1056        | 12017 bfw          | 12147 688          | 1995               |
| 3 |                   | 1957-12-28 | 40к     | 22094 | 12001              | 22049              | 1788a              | 11993              | 12036 bfw          | 12148              | 1996               |